# Sadi Carnot (fysiker)
 Der er flere personer med dette navn, se Sadi Carnot.
Nicolas Léonard Sadi Carnot (født 1. juni 1796 i Paris, død 24. august 1832 sammesteds) var en fransk fysiker, søn af Lazare Carnot.
Efter at have gået i den polytekniske skole trådte han ind i Ingeniørkorpset, blev 1826 kaptajn, men tog allerede 1828 sin afsked. Videnskabeligt har han gjort sig fortjent ved sit værk Réflexions sur la puissance motrice du feu ("Undersøgelser over ildens bevægende kraft") fra 1824. Han står bag Carnots kredsproces samt sætningen, at ingen varmekraftmaskine er mere effektiv end Carnot-processen.